# Joaquim Jordà
Joaquim Jordà Catalá (n. 9 august 1935, Santa Coloma de Farnés - d. 24 iunie 2006, Barcelona) a fost un cineast spaniol.

## Biografie
După ce a obținut licența în drept la Universidad de Barcelona, s-a transferat la Școala de Cinematografie din Madrid, iar în 1952 a călătorit la Paris pentru a intra în mediul cinematecii franceze. Acolo i-a cunoscut, între alții, pe Éric Rohmer, François Truffaut, Claude Chabrol sau Jacques Rivette, și a dobândit conștiința politică care i-a marcat opera.
În 1958 a fost admis la Instituto de Investigaciones y Experiencias Cinematográficas. A colaborat la revistele Acento Cultural, Cinema Universitario și Nuestro Cine, și a lucrat ca asistent de regie, șef de producție și chiar actor, colaborând cu cineaști precum Carlos Durán și Pere Portabella. A fost, alături de producătorul Jacinto Esteva, fondator și teoretician al Școlii de Cinematografie din Barcelona, printre ai cărei membri se mai aflau Gonzalo Suárez, Vicente Aranda sau José María Nunes. 
În 1961 a regizat primul său scurt-metraj, El día de los muertos, împreună cu Julián Marcos. În 1966 a regizat împreună cu Jacinto Esteva lungmetrajul Dante no es únicamente severo, considerat ca un exemplu al propunerilor artistice reformatoare ale Școlii de la Barcelona. 
La sfârșitul anilor '60 și ca urmare a dificultăților economice și a cenzurei a locuit în Italia până în 1973. Acolo a realizat câteva filme cu caracter militant sau alternativ precum Lenin vivo (1970) sau I tupamaros ci parlano. A realizat și câteva filme documentare despre regimul politic din Portugalia. După întoarcerea în Spania a coordonat scrierea unei colecții de cărți despre cinema, s-a dedicat traducerilor literare și a lucrat ca scenarist al lui Vicente Aranda la filmele Cambio de sexo (1977), El Lute: camina o revienta (1987) și El Lute II: mañana seré libre (1988), precum și la serialul de televiziune Los jinetes del alba.
Începând din 1980 s-a dedicat în totalitate filmelor, în special documentarelor: Numax presenta (despre greva muncitorilor din fabrica Numax), El encargo del cazador (despre ultimii ani ai lui Jacinto Esteva), De niños (despre cartierul El Raval), Monos como Becky (despre lobotomie) și Veinte años no es nada (continuarea filmului Numax presenta).
A filmat, de asemenea, Un cuerpo en el bosque (Un cos al bosc, 1996), o comedie polițist-erotică atrăgătoare și curioasă, care din mai multe aspecte poate fi considerată primul său film.
A fost distins post-mortem cu Premio Nacional de Cinematografía pe anul 2006.
A decedat la Barcelona în 24 iunie 2006, la vârsta de 70 de ani.

## Premii
- Premio Nacional de Cine de Cataluña (2000)
- Premio Nacional de Cinematografía (2006).

## Filmografie
- Regizor

- 1960 - Día de muertos.
- 1966 - Dante no es únicamente severo. Împreună cu Jacinto Esteva, fiind și scenarist.
- 1969 -

- Portogallo Paese Tranquilo.
- Maria Aurelia Capmany parla d'un lloc entre els morts.

- 1980 - Numax presenta. 
- 1990 - El encargo del cazador.
- 1996 - Un cuerpo en el bosque (Un cos al bosc)
- 1999 - Monos como Becky (Mones com la Becky), junto a Nuria Villazán.
- 2004 - De niños (De nens).
- 2005 - Veinte años no es nada (continuare a filmului Numax presenta)
- 2006 - Más allá del espejo.

- Scenarist

- 1964 - Antes de anochecer. Regizat de Germán Lorente.
- 1975 - Último deseo. Scenariu scris împreună cu Vicente Aranda. Regizat de León Klimovsky.
- 1985 -

- Golfo de Vizcaya, de Javier Rebollo.
- La vieja música, de Mario Camus.

- 1987 -

- Así como habían sido, de Andrés Linares.
- El Lute: camina o revienta, de Vicente Aranda.

- 1988 - El Lute II: mañana seré libre, de Vicente Aranda.
- 1995 - Alma gitana.
- 1997 - Un cos al bosc.